# Claus Jensen (Fußballspieler)
Claus Jensen (* 29. April 1977 in Nykøbing Falster, Dänemark) ist ein ehemaliger dänischer Fußballspieler.

## Karriere
Jensen begann seine Profikarriere bei Næstved BK, wo er 1995 in den Kader der ersten Mannschaft geholt wurde, nachdem er von Lolland-Falster Alliancen dorthin verkauft wurde. 1996 wechselte er zu einem weiteren Zweitligisten Lyngby BK, mit dem er 1997 den Aufstieg in die erste Liga schaffte. Nach einer Saison in der höchsten dänischen Spielklasse wechselte er 1998 nach England zu den damaligen Erstligaabsteiger Bolton Wanderers.
In seiner ersten Saison in England wurde er Sechster der Championship (Zweite Liga). Im Aufstiegsplayoff setzte sich jedoch der FC Watford durch. In der zweiten Saison konnte man ebenfalls den sechsten Platz erreichen, diesmal schaffte Ipswich Town den Aufstieg. 2000 wechselte er zu Charlton Athletic, der den Aufstieg 1999/20 als Meister der Championship fixierte. In der ersten Saison wurde er mit Charlton auf Anhieb Neunter, wobei Jensen, nachdem er auch bei Bolton Stammspieler war, dort zum Stammspieler wurde. Nach ziemlich durchwachsenen Saisonen wurde er mit den Athletikern in seiner letzten Saison Siebenter der Premier League. 
2004 ging es dann zum FC Fulham. In der ersten Saison wurde der Verein 13. In seiner letzten Saison als aktiver Spieler belegte Jensen mit dem FC Fulham noch den 16. Platz und konnte einen Abstieg verhindern. 

## Nationalmannschaft
International spielte Jensen 47 Mal für Dänemark und erzielte acht Treffer. Er nahm an der Fußball-Weltmeisterschaft 2002 in Japan und Südkorea teil. Der Däne kam im Achtelfinale gegen England in Niigata zum Einsatz. Jensen wurde in der 58. Minute für Stig Töfting eingewechselt. Dänemark schied mit 0:3 aus. Weiters stand er im Kader der Dänen zur Fußball-Europameisterschaft 2004 in Portugal. In den Gruppenspielen gegen Italien und Bulgarien wurde Jensen eingewechselt. Bei der Viertelfinalniederlage gegen Tschechien spielte er bis zur 71. Minute, ehe er für Peter Madsen ausgewechselt wurde.

## Erfolge
- 1 × Aufstieg in die Superliga 1997